# Tetraclaenodon
Tetraclaenodon is een geslacht van uitgestorven hoefdierachtige zoogdieren behorend tot de Phenacodontidae die in het Paleoceen in Noord-Amerika leefden.

## Fossiele vondsten
Fossielen van Tetraclaenodon zijn gevonden in de Verenigde Staten en de vondsten dateren uit de North American Land Mammal Age Torrejonian, het tweede deel van het Paleoceen in Noord-Amerika. Tetraclaenodon is alleen bekend uit het San Juan-bekken in New Mexico, waar het een van de algemeenste zoogdieren tijdens het Torrejonian was.

## Kenmerken
Tetraclaenodon is de oudste vertegenwoordiger van de Phenacodontidae. Tetraclaenodon was een slank gebouwd hoefdier met het formaat van een vos. Het gewicht wordt geschat op 10 tot 15 kg. Tijdens warme periodes tijdens het Torrejonian werd Tetraclaenodon kleiner en aan het einde van het Torrejonian juist groter, mogelijk door veranderde omgevingsomstandigheden. Tetraclaenodon had een omnivoor tot herbivoor dieet. De schedel had een smalle, langwerpige vorm en was maximaal 10 cm lang. Een CT-scan van een schedel wijst op een gemiddeld behendig dier vergelijkbaar met een wasbeerhond of aardwolf. Eerder werd gedacht dat Tetraclaenodon een klimmende leefwijze had, maar het was een op de grond levend dier. Tetraclaenodon miste de aanpassingen om te rennen van latere verwanten. Het dier was een gedeeltelijke zoolganger met vijf geklauwde tenen aan elke voet. 
Van Tetraclaenodon en de pantodont Pantolambda werd aan de hand van fossielen de levenscyclus onderzocht. De levenscyclus van Tetraclaenodon bleek bijna tegengesteld aan die van Pantolambda en dit laat zien dat er in het Vroeg-Paleoceen al grote verschillen in levenscycli waren binnen de placentadieren. Tetraclaenodon had een korte draagtijd van ongeveer twee maanden, war overeenkomt met middelgrote carnivoren zoals de coyote, caracal en Afrikaanse civetkat. Er was sprake van een trage groei en het melkgebit ontwikkelde zich langzaam gedurende vier jaar. Tetraclaenodon had een levensduur van ten minste acht jaar.